# Bania Szklarska
Bania Szklarska (695 m) – szczyt w Beskidzie Niskim, w zachodniej części Gniazda Jawornika.
Leży w ramieniu, które w masywie Kamfiniarki odgałęzia się od głównego, południowego grzbietu rozrogu ku zachodowi, a następnie w Bani Szklarskiej skręca ku południu i przez Pańską Górę schodzi nad Jaśliska. Zgodnie z nazwą, góra ma formę dość kształtnej kopy („bani”) o bardzo słabo rozczłonkowanych stokach, wznoszącej się od północnego wschodu nad wsią Szklary. Od północy i zachodu opływa ją swym górnym biegiem potok Chyżny, natomiast od południowego wschodu źródłowy tok potoku Lidoszowa.
Wschodnia połowa stoków zalesiona, natomiast zachodnia, aż po wierzchołek – pokryta łąkami i pastwiskami byłego PGR w Szklarach, dziś już częściowo zarastającymi. Tym niemniej w dalszym ciągu spod szczytu rozciąga się rozległa panorama obejmująca bez mała całą zachodnią połowę horyzontu. Dominuje w niej leżący wprost na zachód masywny Piotruś.